# Blaise Metreweli
Blaise Florence Metreweli CMG (ur. 30 lipca 1977) – brytyjska urzędniczka państwowa. Przyszła szefowa Secret Intelligence Service (MI6), która rozpocznie swoją nową funkcję jesienią 2025, jako pierwsza kobieta na tym stanowisku.

## Życiorys

### Wczesne życie i edukacja
Blaise Florence Metreweli urodziła się 30 lipca 1977.
Jej dziadek miał korzenie gruzińskie. Jej nazwisko to niemiecka pisownia gruzińskiego nazwiska rodowego Metreveli. Ojcem Blaise Metreweli był Konstantine Metreveli, radiolog w Królewskim Korpusie Medycznym wykształcony na Chinese University of Hong Kong. W latach 1982–1985 stacjonował w Rijadzie.
Dorastała w Hongkongu. Studiowała antropologię w Pembroke College w Cambridge. W 1997 roku była członkinią ekipy, która wygrała Women's Boat Race, coroczne wyścigi wioślarskie między Cambridge University Boat Club a Oxford University Women's Boat Club.

### Kariera
Metreweli dołączyła do MI6 w 1999 roku i nieprzerwanie pracowała jako oficer wywiadu m.in. w MI5. Większość swojej kariery spędziła na stanowiskach operacyjnych na Bliskim Wschodzie i w Europie. Była „Q”, dyrektorem generalnym ds. technologii i innowacji.

#### Szefostwo Secret Intelligence Service (MI6)
W czerwcu 2025 roku ogłoszono, że Metreweli zostanie nowym, osiemnastym szefem Secret Intelligence Service (MI6), zastępując sir Richarda Moore'a, który przejdzie na emeryturę jesienią 2025 roku Metreweli będzie pierwszą kobietą na stanowisku szefa MI6, znaną jako „C”. Została wybrana spośród czterech kandydatów, trzech z British intelligence agencies oraz Barbarą Woodward z Foreign and Commonwealth Office.

### Odznaczenia
Metreweli została mianowana damą Orderu Świętego Michała i Świętego Jerzego (CMG) z okazji urodzin króla na rok 2024, gdzie została wymieniona jako „Dyrektor Generalny, Foreign, Commonwealth and Development Office” z wyróżnieniem „Za zasługi dla brytyjskiej polityki zagranicznej”.

### Pozostałe informacje
Jest wioślarką. W 1997 roku jako członkini Blue Boat (wspólnie z przyszłymi olimpijkami: Sarą Winckless, Francescą Zino, Alison Mowbray) zwyciężyła w The Boat Race, corocznych zawodach wioślarskich pomiędzy studentami Uniwersytetu Oksfordzkiego i University of Cambridge. W 2024 i 2025 roku brała udział w zawodach jako absolwentka.